# Бойков, Владимир Витальевич
Владимир Витальевич Бойков (3 июня 1976, Кострома) — российский футболист, полузащитник.

## Биография
Воспитанник костромской ДЮСШ-8, первый тренер Александр Владимирович Богданов. Бо́льшую часть профессиональной карьеры провёл в местном «Спартаке» (1992—1997, 2007, 2010). Провёл за клуб 243 игры в первенстве России (131 во втором дивизионе, 112 — в третьей лиге), забил 8 голов. Также играл в командах первого и второго дивизионов «Динамо» Вологда (1999—2001), «Динамо-СПб» (2002), «Спартак» Луховицы (2002), Орёл (2003—2006), «Рязань» (2008), «Локомотив» Лиски (2009), «Динамо» Кострома (2011). В 2012—2017 годах играл за костромское «Динамо» в первенстве ЛФЛ.
Всего в первенстве России провёл 596 игр, забил 25 голов. В Кубке России сыграл 20 матчей.
Окончил Костромской государственный университет имени Н. А. Некрасова .